# 壯髮蛙
壯髮蛙（学名：Trichobatrachus robustus），又名壮节蛙、骨折蛙、毛毛蛙，属於节蛙科，包含在单型属髮蛙屬（Trichobatrachus）中，分布於中非。其俗名源自繁殖期雄性壯髮蛙躯干和大腿上的毛发状结构。

## 分布
壯髮蛙主要分布於喀麦隆、刚果民主共和国、赤道几内亚、加蓬、尼日利亚，安哥拉和刚果共和国也有分布。其自然栖息地主要是在亚热带或热带地区的低海拔雨林、河流、耕地、种植园以及退化严重的森林，而其幼虫蝌蚪则生活於急流水域或是瀑布脚下。

## 特征
壯髮蛙从吻端至尾端约长9－13厘米，雄性一般可达到13厘米，雌性可达到9厘米，重约80克，头部大，头宽大于头长，吻端短圆，鼻孔距眼部较近，距吻部较远，瞳孔竖直，舌有凹槽，两排犁骨齿位於相对大的内鼻孔间，鼓膜明显，大约是眼睛直径的一半大小；蹼足桨状，外侧跖骨结合，肩胸骨突出，胸骨为软骨板，末端趾骨结构简单，关节下瘤大；背部黄褐色，并分布有黄色斑点，眼睛和背部间有深黑色条纹，但在颜色较暗的壯髮蛙身上不太明显。雄蛙体型明显大於雌蛙，雄蛙体内有一对声囊，前爪第一趾节的前端内侧长有三个黑刺的短脊，两个为纵向，一个为横向，後腿很强健，有很强的膨大和缩小的能力，皮肤湿润，这都为它们在急流水域中生活提供了有利的条件。只有雄蛙的尾部有狭长的肺憩室，而繁殖期的雄性壯髮蛙还会在两胁和後腿上长出毛发状的真皮乳突。这些髮状乳突包含很多线状动脉，陆栖时可以增加表皮的吸氧量，其作用相当于水栖时的外鳃。雌蛙将卵产入水中，之後的一段时间里，雄蛙会与卵待在一起以保护卵，而表皮乳突的这种特殊结构，有助於雄蛙在护理卵及蝌蚪的这段时间内更好的生活。壯髮蛙的寿命可达到5年。

## 骨爪
壯髮蛙以应有能伸缩的“爪”而著名，不过这种爪子并不是由角蛋白构成的真正的爪，而是骨骼。遇到危险时，壯髮蛙会将骨头折断，之後锋利的“爪”会刺透趾垫从断裂处长出。此外，研究者还在蛙的趾尖外组织中发现有小型骨质结节。每个爪都被坚韧的胶原丝固定在骨质结节中。根据自然学家杰拉尔德·达雷尔（Gerald Durrell）的第一手发现（记录於其作品《巴福特小獵犬隊》（The Bafut Beagles）），当壯髮蛙被捕获或遭受攻击时，它们会用力收缩脚掌的肌肉，锋利的骨爪会断开结节并与骨骼分离，刺透趾垫显露出来，当肌肉放松後，爪就会自动缩回。
壯髮蛙这种特有的本领可算得上是一种防卫行为，然而其爪子伸缩的机理仍不为人知，一般推测认为，在危险过後损坏的组织会再生，之後爪子就会自然缩回。
来自伯克利加利福尼亚大学的两栖类动物研究者、生物学家戴维·魏克（David Wake）称，这类武器似乎是动物界中特有的，但是来自得克萨斯州大学奥斯汀分校的爬虫学者戴维·卡纳泰拉（David Cannatella）对骨质突起是否用於防御抱有疑问，他称“（壯髮蛙的爪）可以使它们更牢固的抓住岩石”。
而在生活於中非的节蛙科中，包括壯髮蛙在内，共有11种节蛙有这样的骨爪。

## 繁育
雄性壯髮蛙前肢的拇指基部如其他无尾目物种一样，有被称为婚瘤的棕黑色突起，这有利於雄蛙在抱对时趴在雌蛙背上抱紧雌蛙湿滑的身体，因为雌蛙会将卵产在前腿附近，这种姿势有利于雄蛙将精液直接排在卵上，这样会提高卵的受精率。在一年中的大部分时间里，壯髮蛙主要的任务就是在森林中到处觅食；而当雨季来临时，它们的注意力就转向了交配活动。雄蛙通常会进入急流的溪水或河水中，但是它们往往在这些溪流或河流中水流较为平缓的地点等待。几天之後，雌蛙就会从森林中出来与雄蛙进行抱对。
雌蛙将卵产在水底後，雄蛙就会照顾卵。雄蛙需要待在水下，这时它们皮肤上的皱褶就发挥作用了，因为水中含有氧气，而这些皱褶可以储存这些氧气，这样雄蛙就能在水下停留较长的一段时间，不需要浮上水面换气。卵孵化成蝌蚪後，会在原处生活一段时间，有时还会在瀑布脚下的急流中生活，它们腹部的吸盘使它们能够抓紧岩石和其他物体的表面，之後它们生长成幼蛙，爬到地面上生活。

## 食性
此物种为陆生蛙，但会进入水中繁殖，并会将蛙卵块聚集在溪流中的岩石上。壯髮蛙的蝌蚪很强健，为肉食性，显著的特点是长有多排角状牙。成年蛙以蛞蝓、多足类、蜘蛛、甲虫和草蜢为食。

## 保护现状
壯髮蛙因栖息地丧失以及栖息地水质变差而受到威胁，但目前不属于濒危物种。不过在猎捕壯髮蛙较为频繁的地区，壯髮蛙较为稀少。

## 与人类的关系
在喀麦隆，当地人将壯髮蛙当作美食，因此壯髮蛙常常遭到捕杀并烤食，而猎人们为了防止被壯髮蛙的利爪伤害到，一般会使用长矛或弯刀等捕捉工具。